# Graaf van Roxburghe
Graaf van Roxburghe (Engels: earl of Roxburghe) is een Schotse adellijke titel. De titel is afgeleid van de stad Roxburgh in de Scottish Borders.
De titel werd in 1616 gecreëerd door Jacobus VI van Schotland (als Jacobus I koning van Engeland) voor Robert Ker, lord of Roxburghe. In 1707 werd de 5e graaf, John Ker, door koningin Anne van Groot-Brittannië beleend met de titel hertog van Roxburghe, waarna de grafelijke titel samenviel met de hertogelijke.

## Graaf van Roxburghe (1616)
- 1616 – 1650: Robert Ker (1570 – 1650), 1e graaf van Roxburghe
- 1650 – 1675: William Ker († 1675), 2e graaf van Roxburghe
- 1675 – 1682: Robert Ker (1658 – 1682), 3e graaf van Roxburghe, verdronk bij de ramp met de Hms Gloucester op 6 mei 1682.
- 1682 – 1696: Robert Ker († 1696), 4e graaf van Roxburghe
- 1696 – 1741: John Ker (1680 – 1741), 5e graaf van Roxburghe; werd hertog van Roxburghe in 1707